# صد (سمك)
الصَدّ أو الجارا (هندية) (الاسم العلمي: Garra)، جنس أسماك تعيش في المياه العذبة من فصيلة الشبوطيات.
هذه الأسماك هي أحد الأمثلة على "مصاصوا الحطب"، والبارب ذات الفم المصاصة وغيرها من الشبوطيات التي عادة ما يتم الاحتفاظ بها في أحواض السمك للحفاظ على الطحالب. ينتمي نوع سمك الطبيب إلى أسماك الأناضول والشرق الأوسط. ويضم سمك الصد أكثر من 140 نوعًا أغلبها في آسيا، ومع حوالي خمس الأنواع في أفريقيا (شرق ووسط وغرب، ولكن إلى حد بعيد أعلى ثراءً للأنواع في إثيوبيا).